# Emmanuel Babayaro
Pour les articles homonymes, voir Babayaro.
Emmanuel Hyacinth Babayaro  est un footballeur nigérian né le 26 décembre 1976 à Kaduna. Il évoluait au poste de gardien de but. Il est aussi connu pour être le frère de l'international nigérian Celestine Babayaro.

## Biographie

### En équipe nationale
Il fait partie du groupe nigerian champion du monde des moins de 17 ans en 1993. Lors du mondial junior, il joue un match contre l'Australie (victoire 0-2).
Il est champion olympique avec le Nigeria lors des Jeux olympiques d'été de 1996, sans toutefois disputer de matchs lors du tournoi.

## Palmarès
Avec Beşiktaş :
- Vainqueur de la Coupe de Turquie en 1998.

Avec le Nigeria :
- Champion du monde des moins de 17 ans en 1993
- Médaillé d'or aux Jeux olympiques d'été de 1996.